# میراندا تی (دوربین)
میراندا تی (به انگلیسی: Miranda T (camera)) یک دوربین عکاسی ساخت شرکت میراندا است.